# The Best Of The Doors (1973)
The Best Of The Doors es un álbum recopilatorio de The Doors lanzado en 1973. Esta compilación es la primera de tres que fueron lanzados por la agrupación desde la muerte de su líder Jim Morrison. Este álbum fue lanzado originalmente en el formato Cuadrafónico en un régimen de exclusividad, posteriormente fue reeditado en 1980 en Sonido estándar a través de Columbia House. También fue lanzado en formato cuadrafónico de carrete a carrete de 8-Tracks.

## Lista de canciones
Todas las canciones compuestas por The Doors, excepto donde se indica.

### Lado A
1. "Who Do You Love?" (McDaniel)
2. "Soul Kitchen"
3. "Hello, I Love You"
4. "People Are Strange"
5. "Riders on the Storm"

### Lado B
1. "Touch Me" (Robby Krieger)
2. "Love Her Madly"
3. "Love Me Two Times"
4. "Take It As It Comes"
5. "Moonlight Drive"
6. "Light My Fire"